# Le cronache di Prydain
Le cronache di Prydain (The Chronicles of Prydain) è una serie di cinque romanzi fantasy scritti dall'americano Lloyd Alexander basata fondamentalmente sulla maggior parte delle leggende contenute nel Mabinogion, il testo mitologico più importante della letteratura gallese. La stessa ambientazione è un Galles immaginario, parallelo a quello esistente, da cui il nome Prydain in Cymru; lo stesso autore ragguaglia il lettore nella nota d'apertura che precede il testo del primo romanzo.
Nel 1985, basandosi liberamente sui primi due volumi della saga, Il libro dei tre e Il calderone nero, la Walt Disney Company produsse il lungometraggio animato Taron e la pentola magica (The Black Cauldron).

## Romanzi del ciclo
- Il Libro dei Tre (1964): Il giovane Taran, "assistente-guardiano di maiali", assieme ai suoi compagni cerca di rintracciare la scrofa magica Hen Wen, della quale il Re dalle Lunghe Corna brama di impadronirsi.
- Il Calderone Nero (1965): Taran viene coinvolto in una spedizione organizzata dal principe Gwydion, per sottrarre al malvagio mago Arawn un calderone magico, col quale egli risveglia i morti da rendere schiavi immortali al servizio del suo esercito.
- Il castello di Llyr (1966): Taran e i suoi amici tentano di salvare la principessa Eilonwy, amica di Taran, che la strega Achren vorrebbe rapire per i suoi loschi scopi.
- Taran il girovago (1967): Taran, assieme al suo compagno Gurgi, intraprende un lungo e pericoloso viaggio per Prydain, alla ricerca delle sue origini.
- Il Sommo Re (1968): Arawn Signore della Morte sferra l'attacco finale per sottomettere Prydain, e Taran e i suoi compagni tentano in ogni modo di fermarlo.

In più esistono otto storie brevi, anch'esse ambientate nel mondo di Prydain, ma in un periodo anteriore a Il Libro dei Tre. Le otto storie sono Coll and His White Pig (pubblicato per la prima volta nel 1965, ruotante attorno al fabbro Coll e alla scrofa Hen Wen), The Truthful Harp (pubblicato per la prima volta nel 1967 e avente come protagonista invece Flewddur Flam) e le sei raccolte nella collezione del 1973 The Foundling and Other Tales of Prydain, che Lloyd Alexander dedicò agli "Amici di Prydain, che hanno promesso di leggere di più, se io scrivessi di più". Nel 1999 le otto storie sono state riunite in un unico volume intitolato The Foundling (lett. "Il trovatello"), che contiene anche una mappa di Prydain e un glossario di nomi, con spiegata la loro corretta pronuncia in inglese.

## Ambientazione
La saga è ambientata in una terra fantastica, che ricorda fortemente l'antico Galles. Il suo stesso nome, Prydain, è nella realtà stato utilizzato per indicare quella regione britannica.
Prydain è una terra verde e in buona parte vergine, piena di foreste misteriose, rilievi montani e brughiere, similmente a come in passato era il Galles. Ma vi sono anche luoghi fantastici, che si rifanno alla mitologia celtica: il regno del popolo fatato nel sottosuolo, la terra dei morti Annuvin, le paludi di Morva.
Politicamente, Prydain è una realtà frammentata, similmente alla civiltà celtica antica. Dacché la strega Achren, un tempo sovrana assoluta della terra, è stata tradita e detronizzata da Arawn Signore della Morte, gli uomini si sono divisi in numerosi piccoli potentati chiamati Cantrev, ciascuno governato da propri sovrani, fra loro spesso in lotta. Solo un gruppetto di insediamenti denominati Commot sono liberi da questo ordinamento, governandosi ciascuno per conto proprio. Dalla lontana Terra d'Estate proviene la stirpe dei Figli di Don, che hanno imposto nella città di Caer Dathyl come Sommo Re Math figlio di Mathonwy, che cerca di governare e difendere i regni degli uomini, ma che nei fatti ha un'influenza limitata nei confronti dei sovrani minori. Un altro insediamento di rilievo è Caer Dallben, sede del potente e saggio mago Dallben, nonché dimora di Taran e Coll. Infine, nella tetra landa di Annuvin domina l'oscuro mago Arawn, portatore della Corona di Ferro, che ripetutamente minaccia e attacca la terra di Prydain.

## Personaggi

### Achren
Achren è una strega, un tempo così potente da dominare tutta Prydain, finché il suo favorito Arawn, cui aveva insegnato le sue arti magiche, non le si rivoltò contro e la detronizzò. Achren da quel giorno brama di distruggerlo e recuperare il potere a qualsiasi costo, offrendo, nel primo libro, la propria alleanza anche al principe Gwydion, che però la rifiuta seccamente, ritenendola non meno crudele e pericolosa di Arawn stesso. Fallita nel tentativo di fare di Eilonwy una strega asservita ai suoi scopi, Achren, nel terzo libro, tenta di uccidersi, ma Gwydion la ferma e la conduce a Caer Dallben. Nell'ultimo libro, Achren aiuta i protagonisti nella lotta contro Arawn, riuscendo a scovarlo in forma di serpente, il quale allora la uccide, ma viene infine preso e abbattuto a sua volta.

### Coll
Coll è un fabbro di Caer Dallben, energico anche se non più giovane. In passato era un famoso guerriero, riuscito a introdursi ad Annuvin e recuperare alcune conoscenze segrete che Arawn aveva rubato. In Il Libro dei Tre appare come maestro del giovane Taran, che conia per lui il titolo "assistente-guardiano dei maiali", quando gli affida le cure della scrofa magica Hen Wen. Nell'ultimo libro, Coll rimane ucciso in un combattimento contro i guerrieri non-morti di Arawn.

### Dallben
Dallben appare nel primo libro come guardiano di Caer Dallben e tutore del giovane Taran, da lui trovato abbandonato in fasce. Dallben, che all'inizio della storia ha 379 anni, è uno dei maghi più anziani e potenti di Prydain, custode di grandi segreti e artefatti magici, come il misterioso Libro dei Tre e la scrofa Hen Wen, da lui però sfruttati con estrema parsimonia. Nella serie il suo ruolo fondamentalmente è quello di istruire il protagonista.

### Doli
Doli è un nano del Popolo Fatato, che, al pari dei suoi simili, vive nel sottosuolo, evitando il contatto con gli uomini. È abile nel combattimento con l'ascia e dotato di poteri magici, ma, con sua grande vergogna, non di quello di rendersi invisibile. Quando, in Il Libro dei Tre, Taran e i suoi compagni finiscono nel reame sotterraneo, Eilonwy riesce a persuadere il re locale, Eiddileg, a lasciarli andare, con Doli che gli viene assegnato come guida. Il nano in un primo momento ostenta insofferenza, ma col tempo si affezionerà ai compagni e nei successivi libri li aiuta in più occasioni.

### Dorath
Dorath è un brutale e avido predone, che nel quarto libro attacca i Commot per saccheggiarli. In Il Sommo Re si fa invece assoldare come mercenario da Arawn, ma viene infine ucciso, con l'intera sua banda, da un branco di lupi aizzatigli contro dall'eremita Medwyn.

### Glew
Glew, che appare per la prima volta in Il castello di Llyr, è un uomo ossessionato dalle proprie dimensioni minute, cui cerca di rimediare con delle pozioni magiche, sperimentate prima sulla sua gatta Llyan, che infatti diventa enorme, e poi su sé stesso. Ma Llyan, infuriata per la propria trasformazione, insegue Glew in una caverna, ove l'uomo, crescendo a dismisura per gli effetti della sua pozione, rimane inesorabilmente bloccato. Taran e i suoi amici riescono a liberarlo, facendolo tornare delle dimensioni originarie, ma la gratitudine di Glew sarà parca e lui non smetterà più di rimpiangere il periodo in cui era un gigante, credendo che adesso nessuno lo rispetti più. Nell'ultimo libro, in virtù del suo vitale (ma in effetti non intenzionale) aiuto ai protagonisti, gli viene concesso di seguire Gwydion e i Figli di Don nella Terra d'Estate.

### Gurgi
Gurgi, che appare in tutti e cinque gli episodi della serie, è una strana creatura, simile ad un uomo con pelliccia e tratti animaleschi, che vive in solitudine nella foresta. Anche il suo fare è bestiale e, in cambio di cibo, serve in vario modo Gwydion e anche Taran. Quest'ultimo è inizialmente inorridito dall'aspetto e dall'atteggiamento servile di Gurgi, ma col tempo scorgerà in lui una grande lealtà e spirito di sacrificio, cui ripetutamente, nel corso della saga, dovrà la vita. Nell'ultimo libro gli viene concesso di seguire Gwydion e i Figli di Don nella Terra d'Estate.

### Gwydion
Gwydion, figlio del Sommo Re Math, dei Figli di Don, è il più famoso degli eroi di Prydain, che già in Il Libro dei Tre il ragazzo Taran ammira molto e vorrebbe ardentemente emulare. Gwydion si mostrerà essere, almeno fisicamente, molto più comune di quanto Taran aveva favoleggiato. I due diventano compagni d'avventura e si aiutano in diverse occasioni nella lotta contro Arawn. Nell'ultimo libro, morto Math, Gwydion assume la guida delle residue forze di Prydain e conduce la battaglia finale in Annuvin. Infine, dopo la vittoria, Gwydion guida i superstiti Figli di Don nel viaggio di ritorno nella Terra d'Estate, lasciando la corona nelle mani di Taran, che decide di non seguirlo.
Un personaggio di nome Gwydion, potente e astuto mago, esiste anche nella mitologia celtica.

### Magg
Magg appare nel terzo libro come rispettato maggiordomo nella casa dei re di Mona. Tuttavia è ossessionato dall'idea di assumere il potere, sicché tradisce i suoi signori per la strega Achren, e in seguito passa al soldo di Arawn. Stoltamente persuaso che, in virtù dei suoi servigi, Arawn lo ricompenserà con la Corona di Ferro, nell'ultimo libro Magg se ne impadronisce di sua iniziativa e se la pone sul capo, venendo ucciso all'istante dalla magia che la proteggeva.

### Math
Math, figlio di Mathonwy e padre di Gwydion, è il Sommo Re di Prydain, che governa dalla roccaforte di Caer Dathyl e cerca, assieme agli altri Figli di Don, di difendere la terra dalle ambizioni del mago oscuro Arawn. Nell'ultimo libro però viene tradito dal re Pryderi, che lo accusa di debolezza per la sua condiscendenza verso i litigiosi sovrani minori dei Cantrev e gli muove guerra. Con gli uomini di Pryderi però si schierano anche i soldati non-morti di Arawn, che prendono d'assalto Caer Dathyl. Math rimane ucciso nel corso della battaglia.

### Medwyn
Medwyn è un eremita, che, similmente a Noè, vive in un rifugio segreto, ove ha riunito numerosi animali, per tenerli al sicuro dagli uomini e lontani dai conflitti e mali che insanguinano Prydain.

### Morda
Morda è un mago oscuro, che nel quarto episodio minaccia il Popolo Fatato, avendo scoperto come infrangere la sua magia e utilizzarla contro di esso. In più, Morda ha creato un filatterio magico, che di fatto lo rende immune a qualsiasi attacco. 

### Rhun
Rhun è il figlio del re di Mona, un ragazzo piuttosto goffo, sciocco e ingenuo, che Taran, in Il castello di Llyr, trova peraltro antipatico, perché persuaso che la sua amica, la principessa Eilonwy, un giorno lo sposerà. A dispetto dei suoi limiti, Rhun è però un giovane di buon cuore, che, dopo la morte del padre, cerca di governare con saggezza. Nell'ultimo libro perde la vita mentre cerca di difendere Mona dall'attacco dei guerrieri al servizio di Arawn.

### Smoit
Smoit è uno dei maggiori signori dei Cantrev meridionali di Prydain. Uomo guerresco e poco riflessivo, vanamente cerca di imporre la pace ai suoi vassalli e vicini, è tuttavia un guerriero coraggioso e leale, che verso Taran si mostra amichevole e ospitale.

### Orddu, Orwen e Orgoch
Orddu, Orwen e Orgoch sono tre streghe, che vivono da sole nelle sinistre paludi di Morva. Sono probabilmente le entità più antiche e potenti di Prydain, simili alle Parche della mitologia romana, che tessono le storie delle vite dei mortali e custodiscono i più terribili artefatti magici della terra. Esse non prendono posizione nei conflitti di Prydain, offrendo aiuto solo a chi secondo loro né è degno, e mai gratuitamente. Nel secondo libro appaiono ai protagonisti come tre terrificanti vecchie megere, che rivelano di essere le proprietarie originarie del malefico Calderone Nero, prestato al mago oscuro Arawn, ma poi da loro recuperato, perché Arawn lo sfruttava per fini malvagi. In successive apparizioni nella saga però rivelano che quello di vecchie streghe è solo uno dei loro aspetti, potendo assumere sembianze ben più piacevoli, inoltre che la loro attività di tessitrici di fatto non predetermina il destino dei mortali, i quali conservano la libertà di scegliere il sentiero da imboccare. 
Fflewddur Fflam
Fflewddur è un bardo errante e il re di un piccolo regno, anche se considera il governo piuttosto noioso rispetto all'avventura. È noto per la sua personalità allegra, la sua tendenza a esagerare e la suq magica arpa, le cui corde si spezzano ogni volta che racconta una bugia o abbellisce troppo la verità. Accompagna il protagonista, Taran, in molte avventure, offrendo momenti di umorismo, saggezza e, a volte, eroismo. Nonostante il suo lato comico, Fflewddur è un compagno leale e coraggioso, che gioca un ruolo importante nelle imprese del gruppo. 